# Zellers
Zellers was een Canadese discountketen, opgericht door Walter P. Zeller in 1931. In 1978 werd het bedrijf overgenomen door de Hudson's Bay Company (HBC) en na een reeks overnames en uitbreidingen bereikte het in 1999 een piek van 350 vestigingen. Door de hevige concurrentie en het onvermogen om zich aan te passen aan de retailapocalyps verloor Zellers in de jaren 2000 echter aanzienlijk terrein.
In januari 2011 maakte HBC bekend dat het de huurovereenkomsten voor maximaal 220 Zellers-winkels voor $ 1,825 miljard zou verkopen aan de Amerikaanse keten Target. Target maakte vervolgens bekend dat het van plan was om een groot deel van deze vestigingen om te zetten in Canadese vestigingen van Target en de rest door te verkopen aan andere partijen, zoals Walmart Canada, wat zou resulteren in de liquidatie en uiteindelijke sluiting van de vestigingen. Hoewel HBC aanvankelijk 64 Zellers-vestigingen behield, maakte het op 26 juli 2012 bekend dat ze allemaal zouden worden geliquideerd en uiterlijk 31 maart 2013 zouden worden gesloten vanwege het gebrek aan winstgevendheid. Uiteindelijk werden alle winkels, op drie winkels na, eind 2013 gesloten.
Toen de keten ter ziele ging, had HBC de drie vestigingen met het Zellers-merk omgebouwd tot liquidatiefilialen voor The Bay (sindsdien omgedoopt tot Hudson's Bay), waarbij de laatste van die winkels op 26 januari 2020 sloot en het merk ophield te bestaan. Sinds 2023 is de merknaam Zellers echter formeel opnieuw geïntroduceerd als een shop-in-the-shopconcept in de warenhuizen van Hudson's Bay en als webshop. 

## Geschiedenis
Op zaterdag 4 augustus 1928 werd Zellers Ltd. voor het eerst opgericht in London, Ontario. Walter P. Zeller, de oprichter, opende zijn nieuwe winkel en hoofdkantoor op Dundas Street 176 in London, nadat hij jarenlang voor Metropolitan Stores, FW Woolworth Company en Kresge's had gewerkt. Het plan was aanvankelijk om winkels te openen in London, St. Catharines, Niagara Falls, Fort William (onderdeel van het huidige Thunder Bay) en Saint John, New Brunswick als onderdeel van een poging om een keten van warenhuizen in heel Canada op te zetten. De winkel in Londen had een frontbreedte van 16 m en een diepte van 42 m. Het had een oppervlakte van totaal 650 m²   op de begane grond met 190 m² aan toonbankruimte verspreid over de winkel. Voor de openingsdag werden zestig vrouwen aangenomen die in 21 verschillende afdelingen werkten. Binnen enkele maanden deed Zellers zulke goede zaken dat het bedrijf werd opgekocht door het Amerikaanse bedrijf Schulte-United Ltd., maar binnen twee jaar gingen de omgedoopte winkels failliet. 

### Jaren 1930-1960: vroege jaren, partnerschap met W.T. Grant

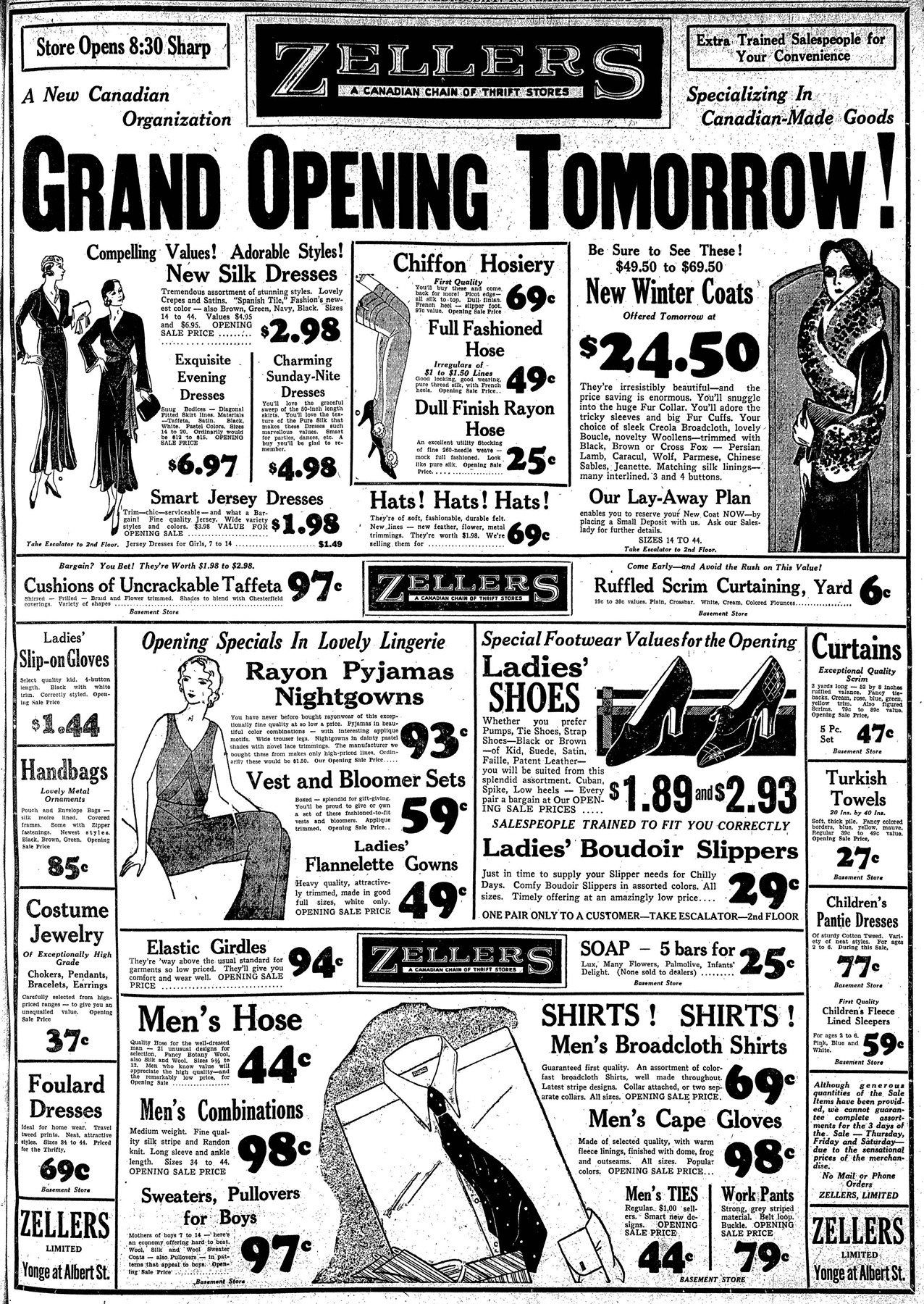
Advertentie van Zellers in de Toronto Star voor de feestelijke opening in Toronto in 1931. De aangekondigde locatie werd in 1977 onderdeel van het Toronto Eaton Centre.

Zeller kocht veertien Canadese vestigingen van de Schulte-United-keten in Zuid-Ontario, en heropende deze eind 1931 als Zellers. Een van de locaties was de originele Zellers aan Dundas Street 176 in London, die tot eind jaren 1980 in bedrijf zou blijven. Vrijwel onmiddellijk startte Zellers een agressieve expansiestrategie. Binnen 25 jaar exploiteerde Zellers 60 winkels en had 3.000 mensen in dienst. In 1952 nam het bedrijf, in een poging om uit te breiden naar Atlantic Canada, de keten van warenhuizen Federal Stores over, waarmee het meer dan twaalf nieuwe Zellers-vestigingen toevoegde. 
Tijdens deze periode van expansie sloot Zellers een deal met W.T. Grant, een soortgelijke keten van Amerikaanse warenhuizen voor massaproducten. Dit stelde W.T. Grant in staat om 10 procent van de aandelen van Zellers te kopen en uiteindelijk in 1959 een eigendomsbelang van 51 procent te verwerven. In ruil daarvoor stelde de Grant Company haar ervaring op het gebied van merchandising, onroerend goed, winkelontwikkeling en algemene administratie ter beschikking aan Zellers. Werknemers van Zellers werden naar de winkels en het hoofdkantoor van Grant gestuurd voor training en de twee bedrijven maakten gezamenlijke inkoopreizen naar Oost-Azië. In de jaren 1950 begon de keten opnieuw nieuwe vestigingen te openen en in 1956 opende het zijn eerste zelfbedieningsvestiging in het Norgate Shopping Centre in Saint-Laurent, Quebec. De winkels die in 1960 werden geopend, maakten gebruik van veel nieuwe innovaties, waaronder het eerste restaurant in de winkel, het eerste autocentrum en de eerste vestiging in de buitenwijken.

### Jaren 1970-1980: overnames van Field en door HBC
In 1975 veranderde Zellers zijn logo naar het logo dat het de resterende 45 jaar zou behouden. In 1976 was Zellers uitgegroeid tot een keten van 155 winkels, met een jaarlijkse omzet van $ 407 miljoen.
Hoewel Zellers floreerde, kreeg W.T. Grant te maken met hevige concurrentie in de Verenigde Staten en moest het bedrijf zich volledig terugtrekken uit zijn Canadese activiteiten. In 1976 bood Fields, een kledingretailer gevestigd in Vancouver, British Columbia, aan om een belang van 50,1 procent in Zellers te kopen voor $ 32.675.000. De aandeelhouders van Zellers waren niet blij met het idee dat Zellers een dochteronderneming van Fields zou worden. Ze draaiden de overname terug en kochten Fields en de ijzerwarendivisie Marshall Wells. Door deze verkoop werden 70 Fields-winkels en 162 Marshall Wells-franchisewinkels aan het bedrijf toegevoegd. Joseph Segal, de president en oprichter van Fields, werd benoemd tot president van Zellers.
In juni 1978 deed Zellers een bod om 100 procent van de aandelen van Hudson's Bay Company (HBC) te verwerven. Het management van HBC zag de winstgevendheid van Zeller en de potentie om een nieuw winkelsegment te betreden en besloot daarom om Zellers te kopen. Zellers en Fields, die actief waren in heel andere winkelsegmenten dan HBC, bleven intact en werden als aparte divisies binnen het bedrijf opgenomen. HBC verwierf in 1981 het volledige eigendom van Zellers en Fields en in 1982 van Marshall Wells. In 1985 verkocht HBC Marshall Wells voor $ 20 miljoen, omdat het niet paste bij de warenhuisactiviteiten.
Zellers bracht begin jaren 1980 18 spellen uit voor de Atari 2600. Vervalste videogames voor de Atari 2600-console werden in Taiwan geproduceerd en begin jaren 1980 door Zellers verkocht, meestal onder nieuwe namen en met nieuwe graphics, soms met aangepaste graphics . Alle spellen waren illegale kopieën van titels die door Atari zelf of door externe ontwikkelaars, zoals Activision, waren gemaakt. Zellers werd uiteindelijk door Atari gedwongen te stoppen met de verkoop van deze spellen, omdat Zellers inbreuk maakte op het auteursrecht van Atari. 

### Jaren 1990: Verdere overnames
In 1990 nam Hudson's Bay Company de 51 winkels van de Towers/Bonimart-keten over van de Oshawa Group en bouwde de meeste daarvan om tot Zellers-filialen, inclusief de vlaggenschiplocatie in Toronto. In de advertenties van Zellers uit die tijd liepen zowel de Towers-mascotte Sparky als de Zellers-mascotte Zeddy arm in arm rond om de overname aan de bevolking te laten zien. In deze periode gebruikte Zellers de slogan "Waar de laagste prijs de wet is."
In 1993 kocht Hudson's Bay Company de activa van de failliete Woodward keten, waaronder 21 winkellocaties. Deze werden omgebouwd tot Zellers en The Bay-winkels en breidden de aanwezigheid van het bedrijf in West-Canada sterk uit. In 1998 kocht Hudson's Bay Company Kmart en voegde het samen met de Zellers-divisie om zo de Zellers-keten uit te breiden. Hoewel sommige Kmart-locaties werden gesloten, werden veel locaties volledige Zellers-winkels. Ded voorzitter van Kmart Canada, George Heller, bleef bij HBC, en werd uiteindelijk voorzitter en CEO van HBC in het midden van de jaren 2000.
In 1996 sloot Hudson's Bay Company het hoofdkantoor van Zellers in Montreal, Quebec, en fuseerde het met het hoofdkantoor van Hudson's Bay Company in het centrum van Toronto. In 1998 vestigde Hudson's Bay Company het hoofdkantoor van Zellers in het voormalige hoofdkantoor van Kmart Canada in Brampton, Ontario.

### Jaren 2000: Achteruitgang
In het laatste jaar dat Hudson's Bay Company een beursgenoteerd bedrijf was, had Zellers 291 winkels en leed het een verlies van $ 107 miljoen op een omzet van $ 4,2 miljard. Op 28 februari 2006 werd Hudson's Bay Company geprivatiseerd door de zakenman Jerry Zucker uit South Carolina. 
Na de dood van Zucker in 2008 kwamen Hudson's Bay Company en haar dochterondernemingen, waaronder Zellers, in handen van een in New York gevestigd private equity-bedrijf, NRDC Equity Partners, dat onder leiding stond van Richard Baker. NRDC was ook eigenaar van de luxe speciaalzaakketen Lord & Taylor in de Verenigde Staten.
Vervolgens investeerde NRDC flink in The Bay en wist het bedrijf een ommekeer teweeg te brengen door het te herpositioneren als een luxe, modieuze retailer. De Zellers-keten had het echter nog steeds moeilijk en werd gezien als een last voor het moederbedrijf en de Amerikaanse eigenaar. Mark Foote werd in 2008 benoemd tot voorzitter en CEO van Zellers, nadat hij recentelijk voorzitter en chief merchandising officer was geweest bij Loblaw Companies en daarvoor voorzitter was van de retaildivisie van Canadian Tire Corp. Foote kreeg de eer de keten te stabiliseren, hoewel deze nog steeds terrein verloor ten opzichte van Walmart Canada. 

### Jaren 2011–2013: Overnames door Target, liquidatie en sluitingen

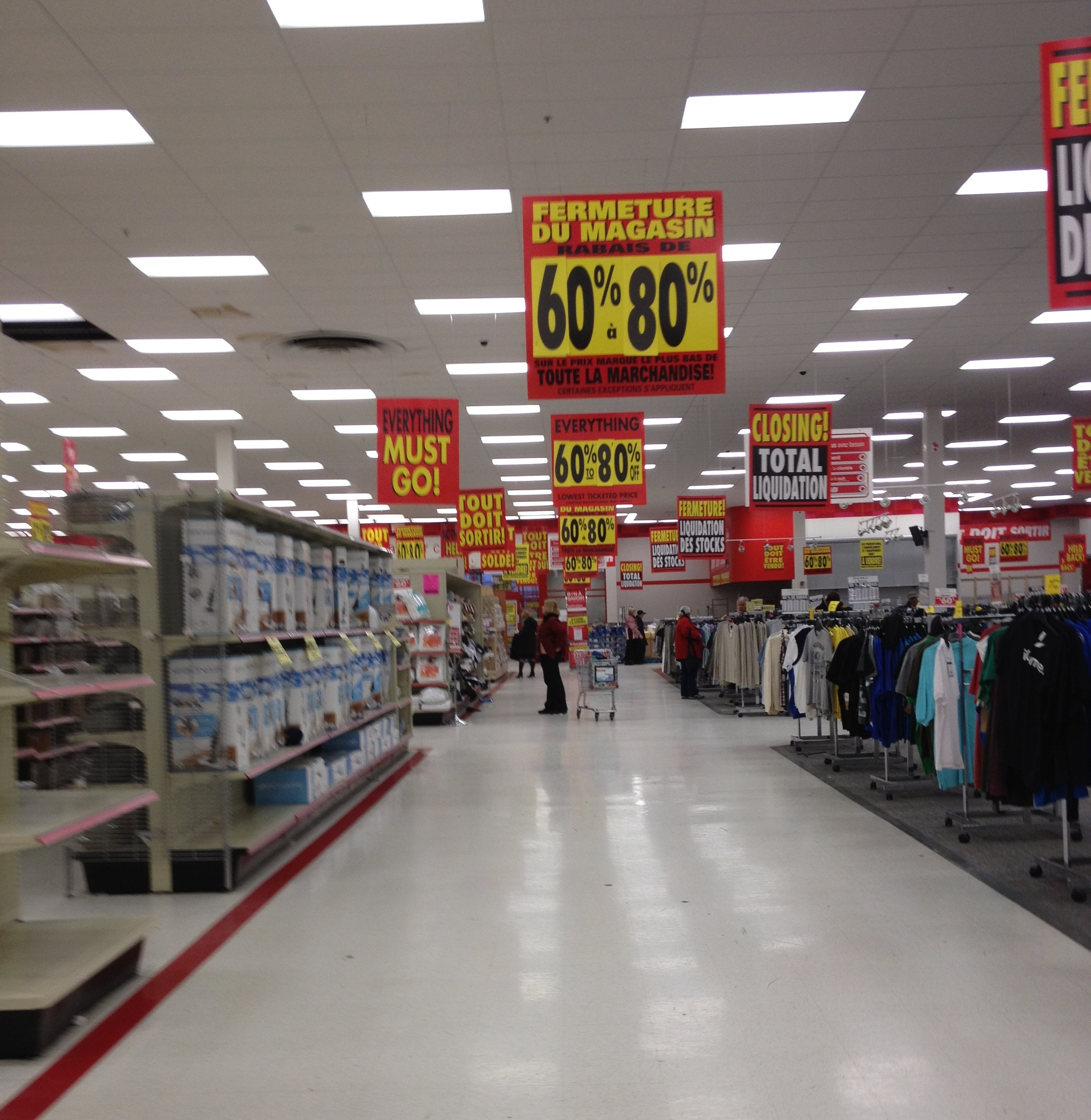
Liquidatie-uitverkoop in een Zellers-winkel in Brossard, Quebec

Op 13 januari 2011 werd aangekondigd dat de Amerikaanse winkelketen Target Corporation de huurovereenkomsten van maximaal 220 Zellers-winkels zou overnemen voor $  1,825 miljard. Volgens de overeenkomst zou Zellers de panden onderverhuren en ze tot uiterlijk januari 2012 en uiterlijk eind maart 2013 als Zellers-locaties blijven exploiteren. Ten tijde van deze aankondiging exploiteerde Zellers 273 winkels, aanzienlijk minder dan de 350 winkels die het in 1999 had.
Na de aankondiging werd gemeld dat Target, zodra de Zellers-winkels op deze locaties zouden sluiten, 100 tot 150 van deze winkels zou renoveren om ze vervolgens in 2013 en 2014 onder de Target-vlag te kunnen openen. De resterende verworven locaties zouden worden overgedragen aan andere retailers. HBC had gezegd dat het de resterende Zellers-winkels zou blijven exploiteren als een kleinere keten.
Van de maximaal 220 locaties werden er eind mei 2011 105 geïdentificeerd die aan Target moesten worden overgedragen. Eind september 2011 werden er nog eens 84 locaties toegevoegd, waarmee het totale aantal Zellers-winkels dat door Target werd overgenomen op 189 kwam. Van deze 189 winkels werden er 39 doorverkocht aan Walmart Canada. 
RioCan REIT werd aanzienlijk getroffen, aangezien veel van haar winkelcentra vestigingen van Zellers hadden.  Bovendien plande de United Food and Commercial Workers Union om demonstraties te houden, omdat veel Zellers-medewerkers ontslagen zouden worden in plaats van te worden behouden door Target of Walmart. Dit stond in schril contrast met de overname van Woolco door Walmart in 1994, waarbij alle Woolco-werknemers van de overgenomen winkels werden behouden. 
De voorzitter-directeur van Zellers, Mark Foote, had de opdracht om de 273 Zellers-winkels te liquideren ter voorbereiding op de overname door Target in oktober 2011. Foote's strategie was om een blauwdruk van een winkelopheffing te gebruiken, maar dan zonder de gebruikelijke insolventie en wanhoop die falende ketens teisteren. Foote richtte zich op het verhogen van de winst, ook al betekende dit dat hij marktaandeel verloor en minder winkelbezoekers zou krijgen. Hij deed dit door de voorraadniveaus van producten met een hogere marge te verhogen ten koste van verlieslatende producten zoals kleding, maar wel van sterk afgeprijsde papieren handdoeken en wasmiddel. Ook verlaagde hij de kosten aanzienlijk. Foote verving ook de dure televisiereclamecampagne in de herfst door een social media-blitz op Facebook . Naar verluidt wierp de strategie zijn vruchten af, aangezien de operationele winst van Zeller ‘ver boven de verwachtingen lag en de retailer in 2011 zeer goede prestaties had geleverd.
In maart 2012 werden de eerste 50 Zellers-winkels geliquideerd. Dit omvatte alle 39 Zellers-winkels die Walmart-vestigingen zouden worden. Half juni werden deze locaties voor het publiek gesloten. Op 25 juni 2012 werden nog eens 17 winkels in Ontario geliquideerd. 
Op 26 juli 2012 maakte Hudson's Bay Company bekend dat het de meeste van de 64 resterende winkels die als Zellers-vestigingen zouden blijven opereren, zou sluiten. Een woordvoerder van het bedrijf gaf aan dat er in deze winkels 6.400 mensen werken, zo'n 100 per vestiging. De winkels met een oppervlakte tussen de 4.500 m² en 11.800 m² lagen voornamelijk in kleine steden. De sluiting van deze winkels moest uiterlijk op 31 maart 2013 plaatsvinden, de datum waarop HBC de door Target verworven locaties moest verlaten. De belangrijkste reden voor de HBC om de resterende 64 winkels te sluiten was het gebrek aan winstgevendheid van Zeller. HBC merkte ook op dat het niet haalbaar zou zijn om Zellers verder te exploiteren vanwege de geografische ligging van de resterende 64 winkels. HBC sloot de mogelijkheid niet uit om een aantal winkels open te houden en deze om te bouwen tot The Bay of Home Outfitters-filialen. 
Na de deal met Target Corporation had HBC nog steeds een last van de helft van de $ 226,4 miljoen aan huurverplichtingen van Zellers die nog tot en met 2016 liepen. Alleen de huur voor 2012 maakte al bijna de helft van de aangepaste winst van HBC uit. Omdat HBC eind 2012 een beursintroductie voorbereidde, beëindigde het deze verplichtingen richting verhuurders met hoge afkoopsommen of vond het nieuwe huurders om de ruimte onder te verhuren.
Nadat HBC besloot om Zellers niet voort te zetten met de resterende 64 winkels, startten deze locaties op 26 december 2012 hun opheffingsuitverkoop en stopte het bedrijf met het accepteren van retouren op 31 januari 2013. De curatoren verkochten vrijwel alle handelswaar, winkelinrichting en winkelwagentjes van Zeller tegen gereduceerde prijzen.

### Jaren 2013–2020
In januari 2013 herzag HBC haar strategie en besloot om na 31 maart 2013 in totaal drie winkels onder de Zellers-vlag open te houden. Deze vestigingen functioneerden niet langer als discountwarenhuizen, maar als uitverkoopwinkels voor zusterketen The Bay. Communicatiemanager Tiffany Bourré van HBC beschreef deze locaties als locaties met modekleding en een verfijnd aanbod van huishoudelijke producten, aangevuld met meer van andere HBC-merken.
Oorspronkelijk ging het om de winkel aan de Place Bourassa in Montreal North, Quebec, maar deze sloot begin 2014. De locatie werd ingenomen door een eerder gesloten Zellers in de wijk Nepean in Ottawa, die op 3 april 2014 weer werd geopend, waardoor het aantal winkels op drie bleef. In september 2014 werd de laatste Zellers in West-Canada, in het Semiahmoo Shopping Centre in Surrey, British Columbia, gesloten, waardoor er landelijk nog maar twee winkels overbleven: in de Kipling Queensway Mall in Etobicoke, Ontario, en in Bells Corners in Nepean, Ontario. Beide locaties werden op 26 januari 2020 gesloten. 

### 2023: Herlancering als shop-in-the-shop

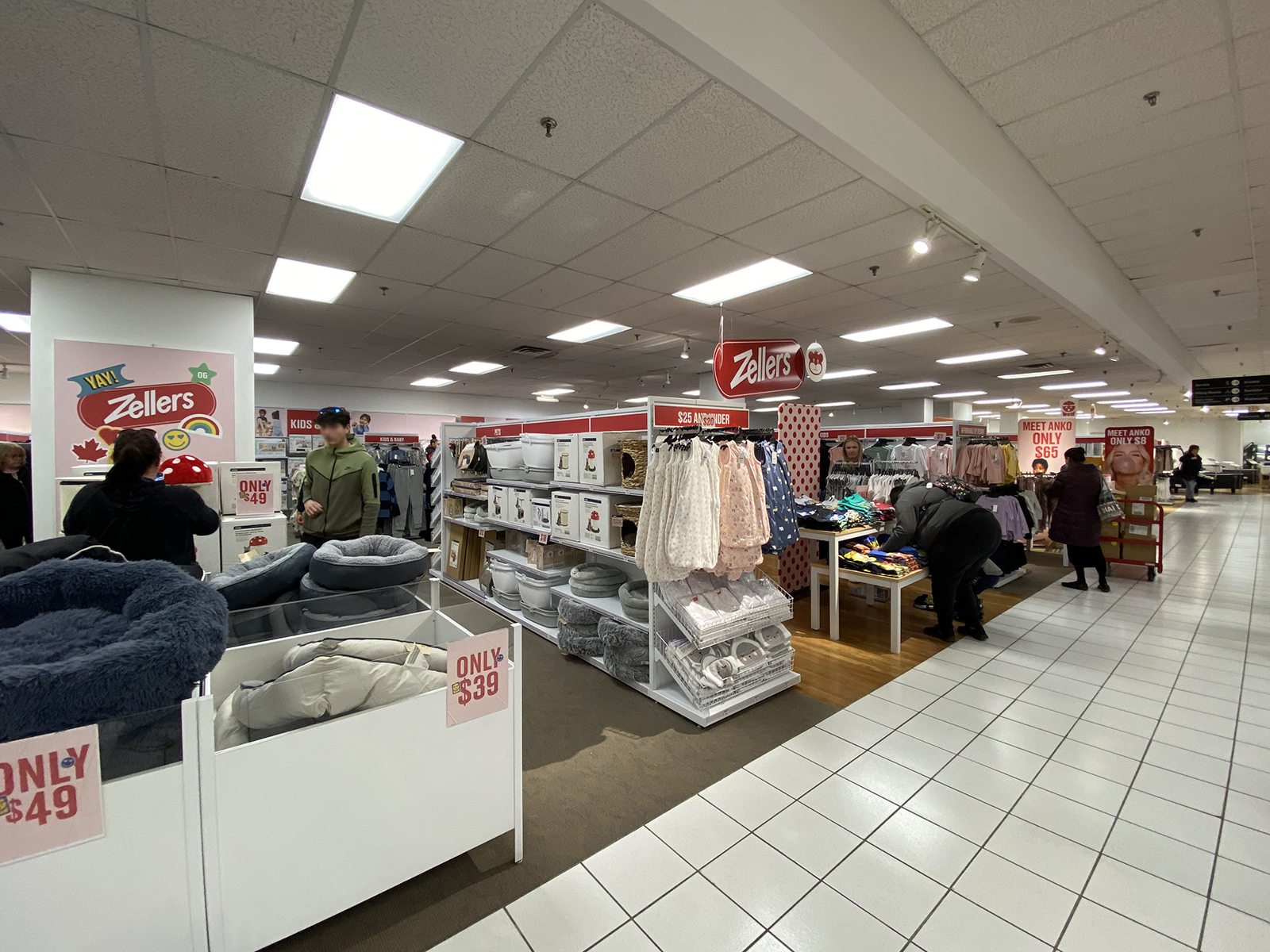
Zellers in het Hudson's Bay warenhuis in het Erin Mills Town Centre, Mississauga

In september 2021 lanceerde HBC als pilotproject het merk Zellers opnieuw als een pop-upwinkel in een Hudson's Bay-warenhuis in het winkelcentrum Burlington Centre in Ontario. Het concept was in feite een shop-in-the-shop, met hangende Zellers-logobanners, de klassieke rood-wit geverfde muren en rode vloerlijnen om een klein gedeelte binnen de Hudsons Bay-winkel af te bakenen. Hoewel er een beperkte selectie aan goederen werd aangeboden, waaronder kleding van Canadese merken, beddengoed, huishoudelijke artikelen en speelgoed, was het vooral de bedoeling om een ‘leuke en nostalgische ervaring’ op te roepen, aldus HBC. Destijds verklaarde HBC dat meer vestigingen van Hudson's Bay in de toekomst gebruik zouden kunnen maken van dit concept.
Uit latere berichtgeving van het vakblad Retail Insider bleek dat de pop-uplocatie mogelijk het gevolg was van handelsmerkaanvragen door een niet-gerelateerde groep die twee winkels had geopend onder de merken Zellers en Kmart Canada, nadat HBC in 2020 een handelsmerk op het logo van Zellers had laten verlopen. HBC klaagde de groep aan in verband met het ongeoorloofd gebruik van een merk dat zij nog steeds controleert. Sommige retailanalisten waren van mening dat de herintroductie van Zellers vooral te danken is aan de rechtszaak van HBC over de bescherming van zijn handelsmerk om als een bewijs van eigenaarschap van het merk te gebruiken. Ze twijfelden aan een succesvolle uitbreiding of revitalisering van de voormalige keten.
In maart 2023 bracht HBC het merk Zellers formeel terug als een e-commercewebsite en lanceerde fysieke winkelruimten in twaalf geselecteerde Hudson's Bay-winkels in Ontario en Alberta. In april 2023 waren er 25 Hudson's Bay-winkels in heel Canada met een Zellers-afdeling. Na een nieuwe golf van openingen in augustus werd in september 2023 aangekondigd dat alle vestigingen van Hudson's Bay tegen het einde van de maand over Zellers-afdelingen zouden beschikken. De Zellers-afdelingen variëren in grootte van 93 m² tot 929 m², waarbij de eerste 25 locaties doorgaans groter zijn dan de locaties die later in het jaar werden geopend. 

## Winkels

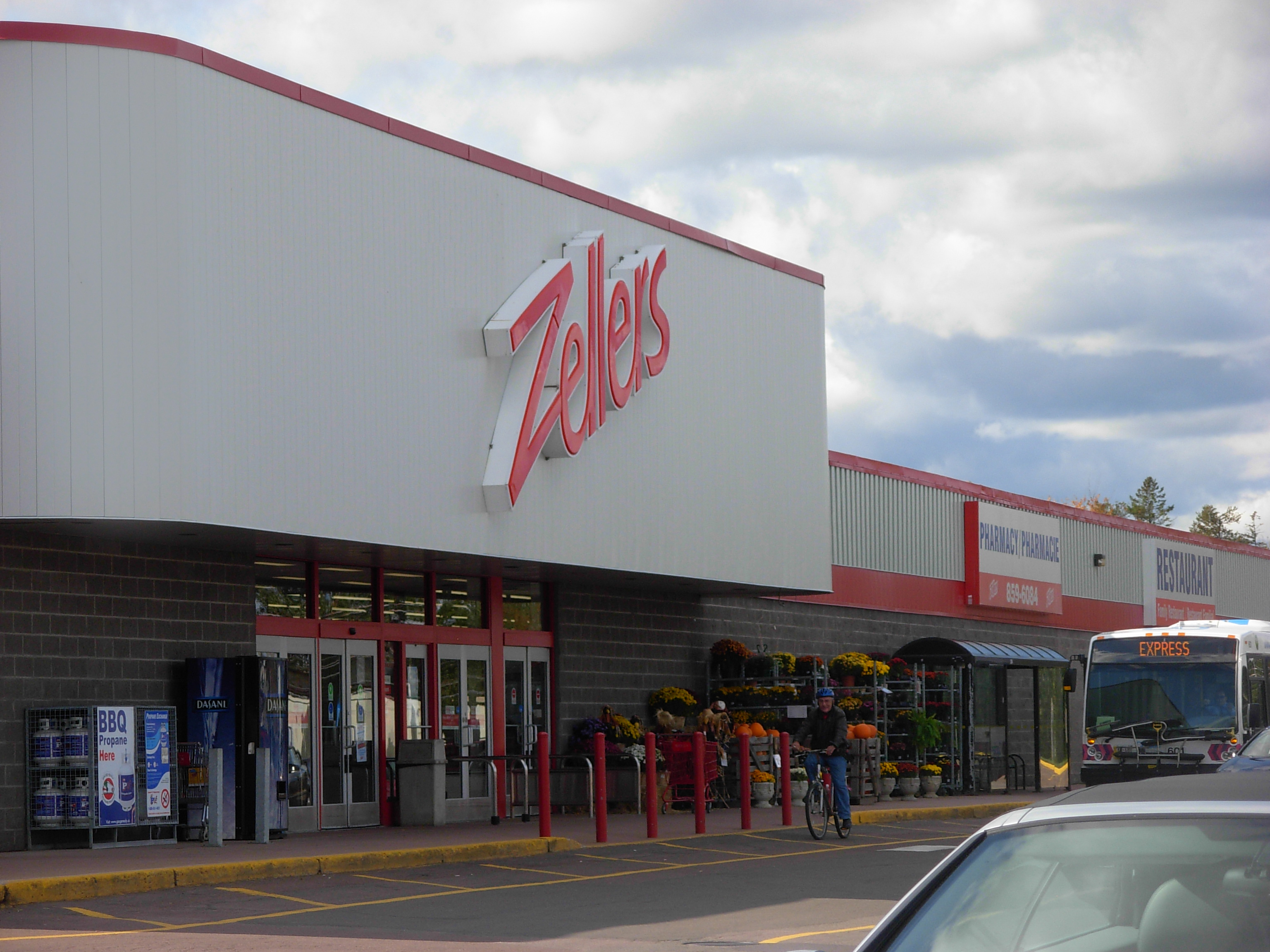
Zellers-locatie in Moncton

Zellers had winkels van St. John's (Newfoundland en Labrador) tot Victoria (Brits-Columbia) en had meer dan 35.000 mensen in dienst. De gemiddelde winkelgrootte was 8.700 m². De Zellers Select-winkels waren ontworpen voor de kleinere plaatsen met een bevolking van minder dan 25.000 mensen. De winkels hadden een gemiddelde oppervlakte van 4.200 m². Sommige winkels met meerdere verdiepingen waren uitgerust met een winkelwagentjessysteem dat bekendstond als de Cartveyor. Dit systeem was ontworpen om winkelwagentjes tussen verdiepingen te vervoeren naast een standaardroltrap. Er waren echter ook winkels die zo klein waren dat ze ook over liften beschikten voor het winkelend publiek, zoals in het Lawrence Square Shopping Centre in de wijk North York in Toronto. Deze locatie had twee verdiepingen.
In juli 2010 onthulde Zellers prototype winkelontwerpen voor winkels in vijf vestigingen in Winnipeg. Oorspronkelijk waren er nog twee gepland voor eind 2010 en begin 2011. Op de benedenverdieping van de vestiging in The Bay in het centrum van Winnipeg werd één winkel geopend, waardoor het een hybride locatie van Bay-Zellers werd.

### Restaurant
The Skillet, het restaurantmerk van Zeller, werd in 1960 gelanceerd. De restaurants ondergingen een aantal vernieuwingn en kregen uiteindelijk de naam Zellers Family Restaurant, waarna ze ter ziele gingen. In het voorjaar van 2023 bracht de Hudson's Bay Company het restaurant terug als foodtruck op een aantal geselecteerde locaties.

### Uitverkoopcentra
De Zellers-keten exploiteerde ook enkele uitverkoopcentra voor haar eigen handelswaar. Meestal waren dit voormalige Zellers-winkels die voor een beperkte tijd waren omgebouwd tot uitverkoopwinkel, voordat ze definitief sloten. De Zellers restaurants bleven actief in deze uitverkoopwinkels. 
Toen de resterende 64 winkels van de keten op 31 maart 2013 werden gesloten, werden drie locaties omgebouwd om te dienen als uitverkoopwinkel voor Hudson's Bay en Home Outfitters .

## Producten
Zellers verkocht onder andere kleding, boodschappen, kantoorbenodigdheden, speelgoed, elektronica, meubels en huishoudelijke artikelen.

### Boodschap
In alle Zellers werden basislevensmiddelen verkocht, zoals droge snacks en andere voorverpakte voedingsmiddelen. The Neighbourhood Market, die vroeger op sommige locaties te vinden was, was het uitgebreidere assortiment levensmiddelen van Zellers, met onder meer een afdeling met diepvries- en zuivelproducten. Prototypewinkels in Winnipeg hadden complete supermarkten, inclusief verse producten en bakproducten. Dergelijke plannen werden opgegeven nadat Target Canada een groot aantal huurcontracten van Zellers had overgenomen. Sommige winkels hadden hun The Neighbourhood Market-afdeling verwijderd en de andere afdelingen uitgebreid.

### Exclusieve labels
Zellers voerde veel van haar eigen labels en had daarnaast exclusieve rechten in Canada voor enkele andere labels:
- Alfred Sung Home
- Beaumark
- Big Star
- Big Z
- Home Studio
- Homestyles
- Hunt Club
- Marketsquare
- Midtown
- Nest by House & Home
- Request
- Sportek
- Stuff by Hilary Duff
- Truly
- X Games
- Zeddy

Toen Zellers in 2023 opnieuw van start ging als pop-upstore, kondigden ze een nieuw exclusief label aan: Anko, een Australisch bedrijf. De producten zijn online en in fysieke Zellers-winkels verkrijgbaar. De pop-up stores van Zellers bevatten voornamelijk producten van Anko. 

#### Verworven labels
Sommige labels die exclusief verkrijgbaar waren bij Target Corporation in de Verenigde Staten, waren voorheen exclusief verkrijgbaar bij Zellers in Canada. Nadat Target de huurovereenkomsten van Zellers had overgenomen tot aan de sluiting, werd Target Canada de exclusieve winkel voor de volgende merken:
- Cherokee
- Mossimo
- Wabasso

Target Canada sloot echter in 2015 de deuren, waardoor Wabasso en Mossimo sindsdien niet meer verkrijgbaar zijn in Canada. Daarna werd het merk Cherokee korte tijd door Sears Canada gevoerd, totdat ook deze winkels in januari 2018 sloten. Sinds de ondergang van Zellers, Target Canada en Sears Canada worden deze merken niet meer in Canada verkocht.

### Slogans
Zellers gebruikte talrijke slogans:
- Begin jaren 1980: The low prices of Zellers are in the news
- Jaren 1980: Only you'll know how little you paid
- Jaren 1980: Shopping anywhere else is pointless
- Eind jaren 1980, begin jaren 1990: Where the lowest price is the law!, followed by Where the lowest price is the law...everyday! en Because the lowest price is the law.
- Jaren 1990: Truly Canadian
- 1997–2000: Better and Better
- 2000–2013: Everything from A to Z

### Zeddy
Zeddy is een teddybeermascotte die door Zellers in heel Canada werd gebruikt. Hij werd voor het eerst gebruikt in 1986 als reclamecampagne, en werd begin jaren 1990 steeds populairder. Het hoofddoel van Zeddy was om reclame te maken voor Toyland, de speelgoedafdeling in de Zellers-winkels. Zellers gaf elk kind dat een verjaardagsfeestje organiseerde dat door Zellers werd gesponsord, een knuffelbeer van Zeddy. Er was ook een Zellers-medewerker in een gigantisch Zeddy-kostuum aanwezig die het feest organiseerde. Er werden ook lijn-speelgoed van Zeddy gemaakt. In de laatste maanden voordat de laatste Zellers-winkels definitief sloten, distribueerde het bedrijf grote partijen Zeddy-beren voor verkoop in winkels in het hele netwerk.

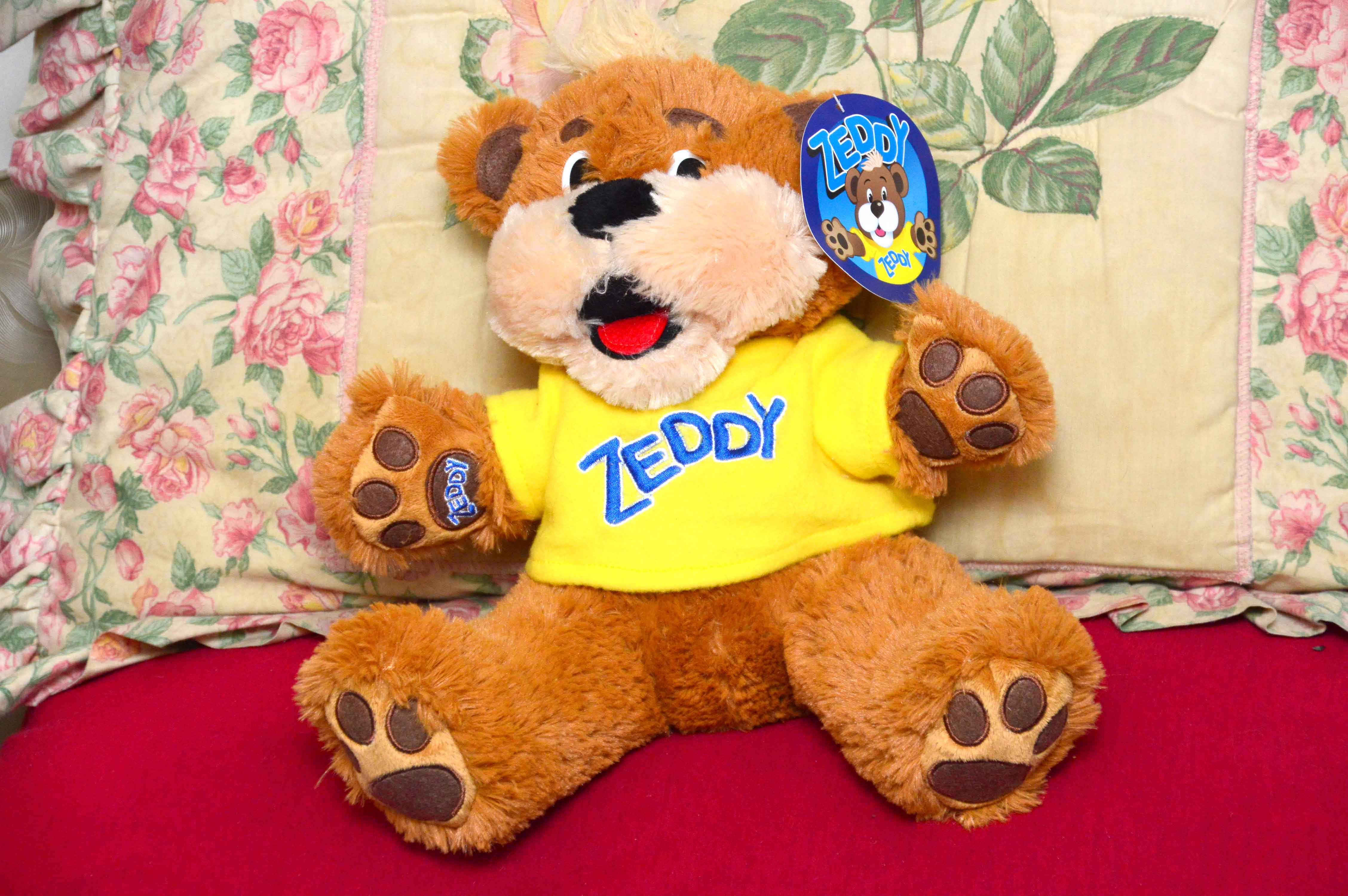
Een Zeddy Bear, zoals verkocht in de laatste maanden van de keten

Veel winkels hadden een Zeddy Wheel-attractie, een soort miniatuurreuzenrad waar één kind in kan. De rit kostte $1 en er wordt kermismuziek afgespeeld. Als er niemand in het wiel zat, zei Zeddy regelmatig: "Kom met me mee! Allemaal aan boord van het Zeddy Wheel!" in een poging om klanten te trekken. Hoewel Zeddy in 2005 werd teruggetrokken als officiële mascotte van Zellers, bleef het Zeddy Wheel in gebruik in winkels . Ook de voicetrack is door de jaren heen onveranderd gebleven. Bij sommige modellen is de grote Zeddy-sticker vervangen door meerdere, kleine, generieke stickers.
Zeddy werd ook gebruikt als babymerk voor producten zoals luiers en babybadproducten. 
Tijdens de Festive Finale-campagne in 2011 werd Zeddy opnieuw geïntroduceerd in de wekelijkse folders van Zellers Toyland, totdat de winkels sloten ten gunste van Target of Walmart. Het personage werd gebruikt als statische afbeelding, maar er werden in dit seizoen geen geanimeerde reclamespots van hem gemaakt. Sommige medewerkers besloten echter om het Zeddy-kostuum te dragen om de terugkeer van deze teddybeer te vieren. Kort daarna, in december 2011, lanceerde Zellers een Zeddy Bucks-promotie. Mensen die minimaal $ 50 (exclusief belastingen) aan speelgoed besteedden, ontvingen een paar rode wanten voor de Olympische Zomerspelen van 2012, plus een tegoedbon van $ 10 voor Zeddy Bucks. Deze voucher kon dan op een later tijdstip worden gebruikt. 
De laatste Zellers-winkels zouden in 2013 sluiten en Hudson's Bay Company kondigde in september 2012 aan dat het op zoek was naar een liefdadigheidsorganisatie die Zeddy zou adopteren, zodat de mascotte na Zellers zou kunnen voortleven. In een advertentiecampagne op sociale media, Zellers Everything Must GO Included Zeddy, werd Zeddy getoond in een online video waarin de mascotte door een Zellers-manager in het bos werd achtergelaten. De directeur vertelde Zeddy dat Zellers failliet ging en dat alles weg moest, inclusief hijzelf. Organisaties werden uitgenodigd om op Zellers Facebookpagina te melden wat hun plannen voor Zeddy waren. Er werden meer dan 30.000 stemmen uitgebracht en de laatste drie kanshebbers waren Autism Ontario, Camp Trillium en Cystic Fibrosis Canada. Kiezers kozen Camp Trillium als winnaar. Er zijn verschillende opmerkelijke Zeddy-versies, waaronder de bekendste bushpiloot Zeddy. 

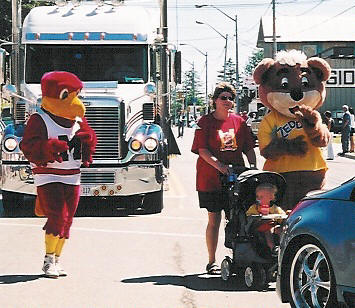
Zeddy, helemaal rechts, loopt mee in een parade in 2003.